# Mario Donatone
Mario Donatone, all'anagrafe Mario Giacinto Donatone (Tripoli, 9 giugno 1933 – Roma, 14 aprile 2020), è stato un attore italiano.

## Biografia
Nato a Tripoli, in Libia, visse quasi sempre in Italia. Pur se ancora non accreditato, iniziò la sua carriera d'attore nel 1951 con il film Bellissima di Luchino Visconti. Lavorò spesso al fianco di Tomas Milian, con Bruno Corbucci a dirigerli. Nel 1986 apparve nella pellicola Il camorrista (1986) di Giuseppe Tornatore. Nel 1990 ottenne visibilità internazionale interpretando il sicario Mosca ne Il padrino - Parte III di Francis Ford Coppola. Numerose anche le partecipazioni a serie televisive come Distretto di Polizia e Valeria medico legale, entrambe nel 2000.
È stato anche direttore artistico della Compagnia Teatrale Italiana e ha diretto vari corsi di recitazione. Inoltre ha diretto vari teatri, tra cui il Romano di Ostia Antica, da lui allestito, e quello del castello di Santa Severa, sua creazione. Ha rappresentato numerose commedie di vari autori, anche scritte da lui, in numerosi spettacoli, anche all'estero.
Malato da tempo, è morto a Roma il 14 aprile 2020, all'età di 86 anni.

## Filmografia

### Cinema
- Bellissima, regia di Luchino Visconti (1951) – non accreditato
- Risate di gioia, regia di Mario Monicelli (1960) – non accreditato
- Caccia ai violenti, regia di Nino Scolaro (1968)
- Eva la Venere selvaggia, regia di Roberto Mauri (1968)
- Io non spezzo... rompo, regia di Bruno Corbucci (1971)
- Storia di fifa e di coltello - Er seguito d'er più, regia di Mario Amendola (1972)
- Boccaccio, regia di Bruno Corbucci (1972)
- Kid il monello del West, regia di Tonino Ricci (1973)
- Madeleine... anatomia di un incubo, regia di Roberto Mauri (1974)
- Storia de fratelli e de cortelli, regia di Mario Amendola (1974)
- Due sul pianerottolo, regia di Mario Amendola (1975)
- Bluff-Storia di truffe e di imbroglioni, regia Sergio Corbucci (1976)
- Squadra antiscippo, regia di Bruno Corbucci (1976)
- Squadra antifurto, regia di Bruno Corbucci (1976)
- Squadra antitruffa, regia di Bruno Corbucci (1977)
- Il figlio dello sceicco, regia di Bruno Corbucci (1977)
- Assassinio sul Tevere, regia di Bruno Corbucci (1979)
- Squadra antigangsters, regia di Bruno Corbucci (1979)
- Delitto a Porta Romana, regia di Bruno Corbucci (1980)
- Uno contro l'altro, praticamente amici, regia di Bruno Corbucci (1980)
- Non ti conosco più amore, regia di Sergio Corbucci (1980)
- Mi faccio la barca, regia di Sergio Corbucci (1980)
- La casa stregata, regia di Bruno Corbucci (1982)
- Delitto sull'autostrada, regia di Bruno Corbucci (1982)
- Bello mio, bellezza mia, regia di Sergio Corbucci (1982)
- Il conte Tacchia, regia di Sergio Corbucci (1982)
- Il diavolo e l'acquasanta, regia di Bruno Corbucci (1983)
- Sing Sing, regia di Sergio Corbucci (1983)
- A tu per tu, regia di Sergio Corbucci (1984)
- Delitto in Formula Uno, regia di Bruno Corbucci (1984)
- La signora della notte, regia di Piero Schivazappa (1985)
- Sono un fenomeno paranormale, regia di Sergio Corbucci (1985)
- Phenomena, regia di Dario Argento (1985)
- Il camorrista, regia di Giuseppe Tornatore (1986)
- La lingua, regia di Marco Toniato (1986)
- La croce dalle sette pietre, regia di Marco Antonio Andolfi (1987)
- Thrilling love, regia di Maurizio Pradeaux (1989)
- Il padrino - Parte III (The Godfather: Part III), regia di Francis Ford Coppola (1990)
- L'angelo con la pistola, regia di Damiano Damiani (1992)
- Copenaghen fox-trot, regia di Antonio Domenici (1993)
- S.P.Q.R. - 2000 e ½ anni fa, regia di Carlo Vanzina (1994)
- Oltre la quarta dimensione, regia di Emiliano Di Meo (1996)
- Roseanna's Grave, regia di Paul Weiland (1997)
- Faccia di Picasso, regia di Massimo Ceccherini (2000)
- Si fa presto a dire amore, regia di Enrico Brignano (2000)
- ...e se domani, regia di Giovanni La Parola (2005)
- Chi nasce tondo, regia di Alessandro Valori (2008)
- L'infernale Litterio, regia di Nicola Calì (2008)
- Annamaura, regia di Salvo Grasso (2011)
- Il ragazzo della Giudecca, regia di Alfonso Bergamo (2015)
- John Wick - Capitolo 2 (John Wick: Chapter 2), regia di Chad Stahelski (2017)
- Italian Business, regia di Mario Chiavalin (2017)

### Televisione
- Parole e sangue, regia di Damiano Damiani – miniserie TV (1982)
- Le volpi della notte, regia di Bruno Corbucci – film TV (1986)
- Kamikaze, regia di Bruno Corbucci – film TV (1986)
- Piazza Navona – serie TV (1988)
- Il professore - Boomerang, regia di Steno – film TV (1989)
- Classe di ferro – serie TV (1989-1991)
- Un uomo di rispetto, regia di Damiano Damiani – miniserie TV (1993)
- La quindicesima epistola, regia di Josè Marìa Sànchez – film TV (1998)
- Valeria medico legale – serie TV (2000)
- Distretto di Polizia – serie TV, episodio 1x17 (2000)
- Sinan Toprak ist der Unbestechliche – serie TV (2002)
- Torto o ragione? Il verdetto finale – programma TV (2011-2013)

## Doppiatori italiani
Nelle versioni in italiano delle opere in cui ha recitato, Mario Donatone è stato doppiato da:
- Gianni Marzocchi in Uno contro l'altro, praticamente amici, A tu per tu
- Roberto Villa in Eva la Venere selvaggia
- Arturo Dominici in Squadra antiscippo
- Aldo Barberito in Squadra antitruffa
- Sergio Fiorentini in Assassinio sul Tevere
- Carlo Alighiero in Delitto a Porta Romana
- Sergio Tedesco ne Il diavolo e l'acquasanta
- Elio Zamuto ne Il padrino - Parte III